# 相の谷古墳群
相の谷古墳群（あいのたにこふんぐん）は、愛媛県今治市にある古墳群。史跡指定はされていない。

## 概要
愛媛県北部、今治市街地から北方の独立丘陵（標高63.5メートル）上に分布する古墳群である。1号墳・2号墳を中心に10基以上が認められる。1966年（昭和41年）の造成の際に1号墳が破壊寸前で発見されたことを契機とし、これまで1966・1967年（昭和41・42年）に発掘調査が実施されている。
古墳群のうち1号墳・2号墳は盟主墳とされ、それぞれ古墳時代中期の4世紀末頃・5世紀前半頃の築造と推定され、特に1号墳は愛媛県で最大規模の古墳になる。来島海峡を控えるその立地から、その被葬者が瀬戸内海の要衝をおさえた様子が示唆される。なお周辺では1号墳・2号墳の下位の墓群として、相の谷古墳群杉谷支群の築造も認められている。

## 一覧

### 1号墳

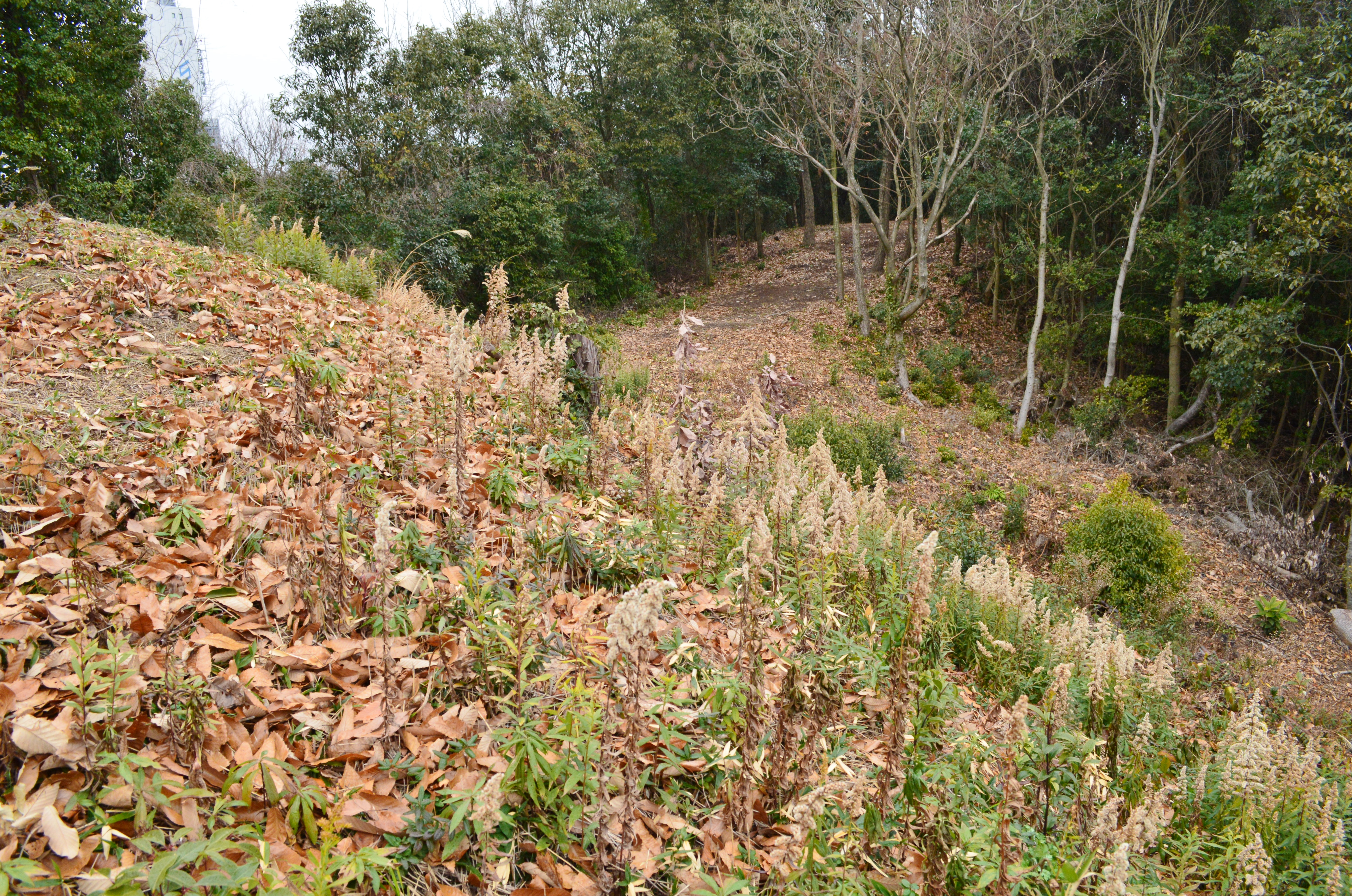
1号墳 墳丘左手前に後円部、右奥に前方部。

相の谷1号墳（相の谷前方後円墳）は、丘陵頂上に位置する古墳群の主墳。形状は前方後円墳。
墳丘は2段築成。墳丘長は82メートルを測るが、これは愛媛県では最大規模になる。墳丘表面では葺石のほか、円筒埴輪片・朝顔形埴輪片（東四国系壺形埴輪含む）、山坏・鼎脚が検出されている。埋葬施設は竪穴式石室で、内部に木棺が据えられたと見られる。石室は墳丘主軸に平行し、規模は長さ7.1メートル・幅1.08メートルで、輝石安山岩の板石の小口積みによる。ただし、調査時点ではすでに天井石は失われ、側壁も崩れた状態であった。この石室内部からは、銅鏡2（小形三角縁二禽二獣鏡1・変形神獣鏡1）・鉄剣4・鉄直刀3・刀子4・鉄斧2・鉇2等が出土している。この1号墳は古墳時代中期の4世紀末頃の築造と推定される。
墳丘の規模は次の通り。
- 墳丘長：82メートル
- 後円部
  - 直径：50.28メートル
  - 高さ：10.53メートル
- 前方部
  - 幅：40メートル
  - 高さ：8.263メートル

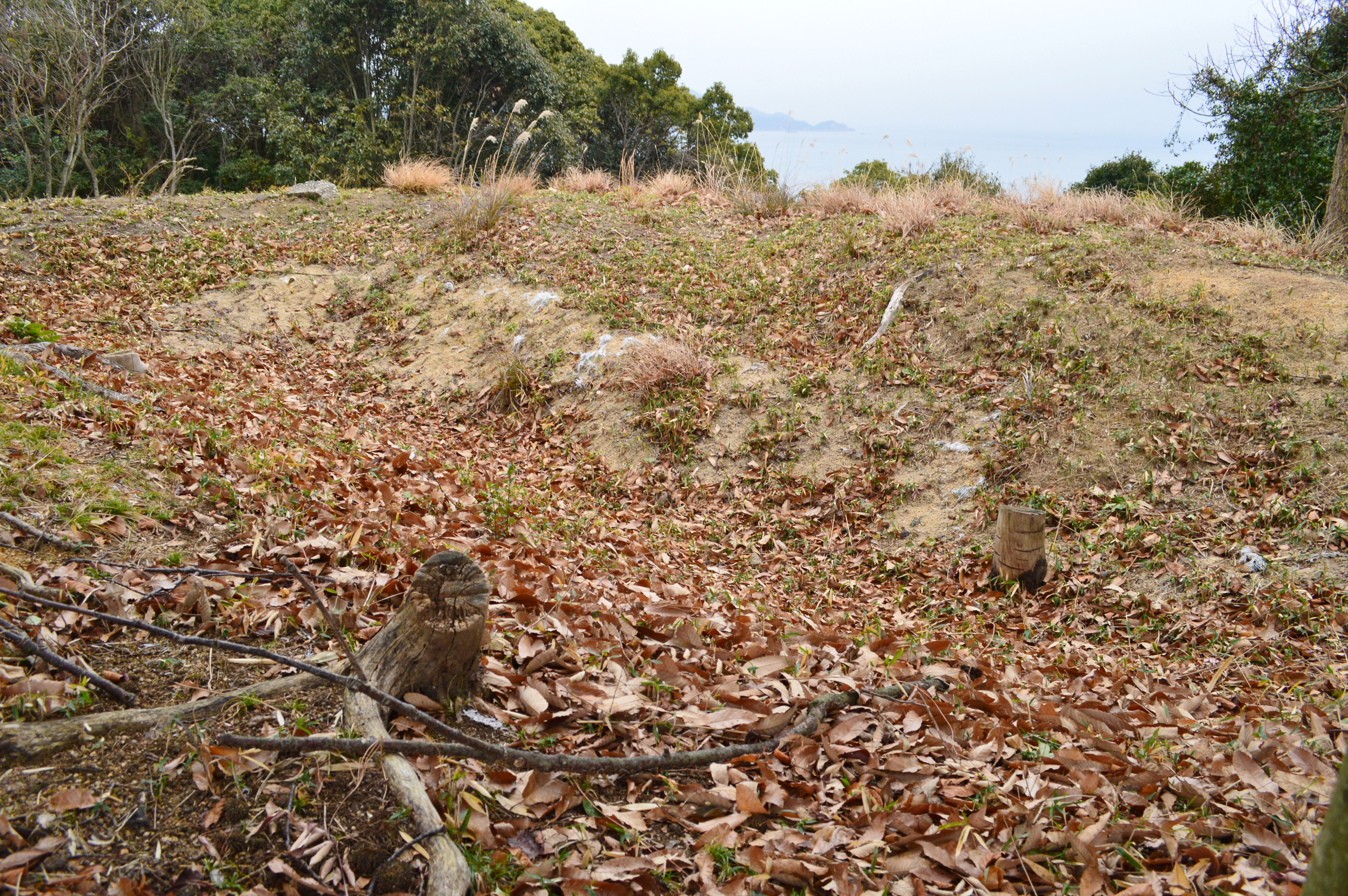
後円部墳頂 中央に石室陥没孔。背景に来島海峡。
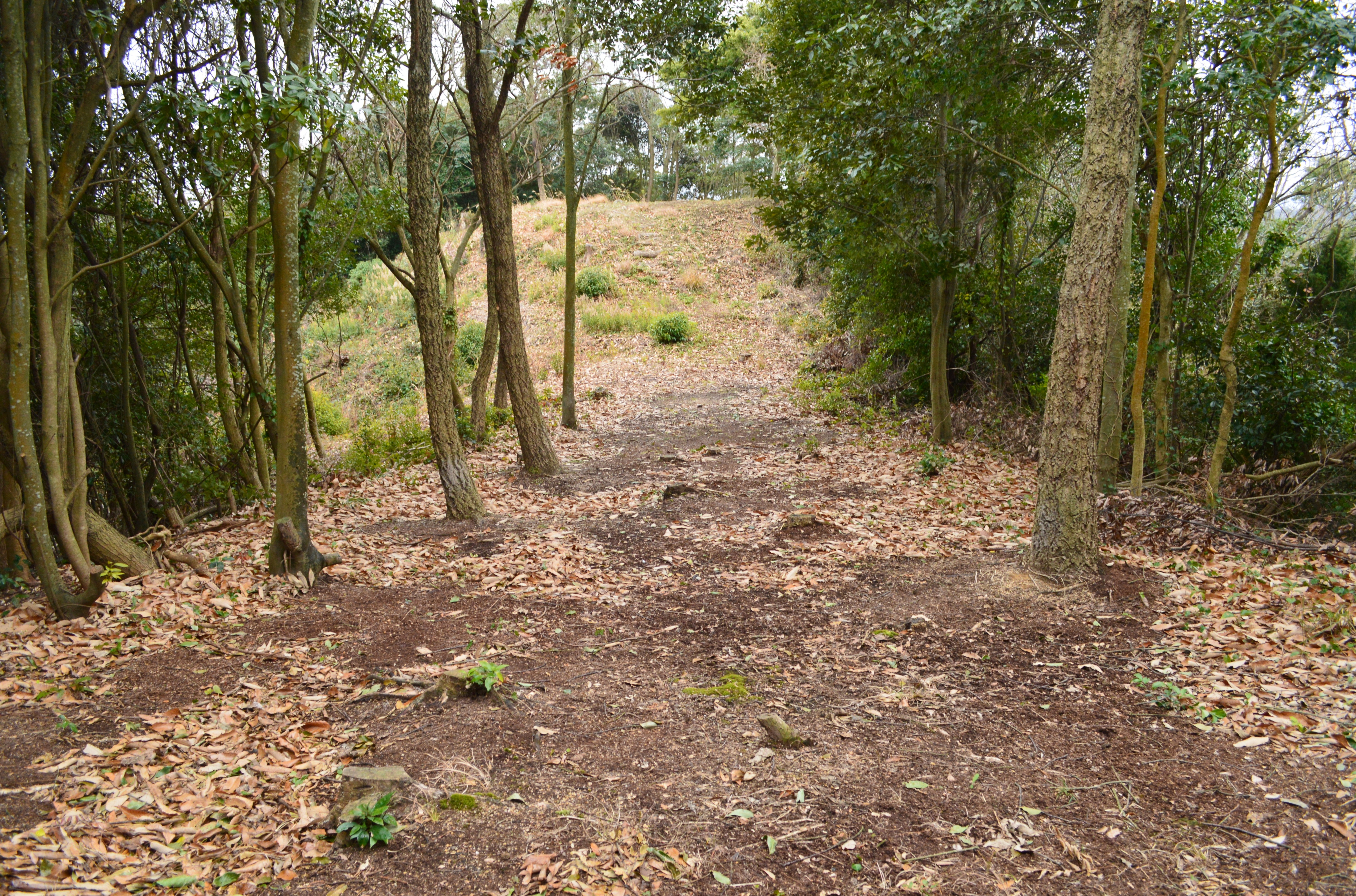
前方部から後円部を望む
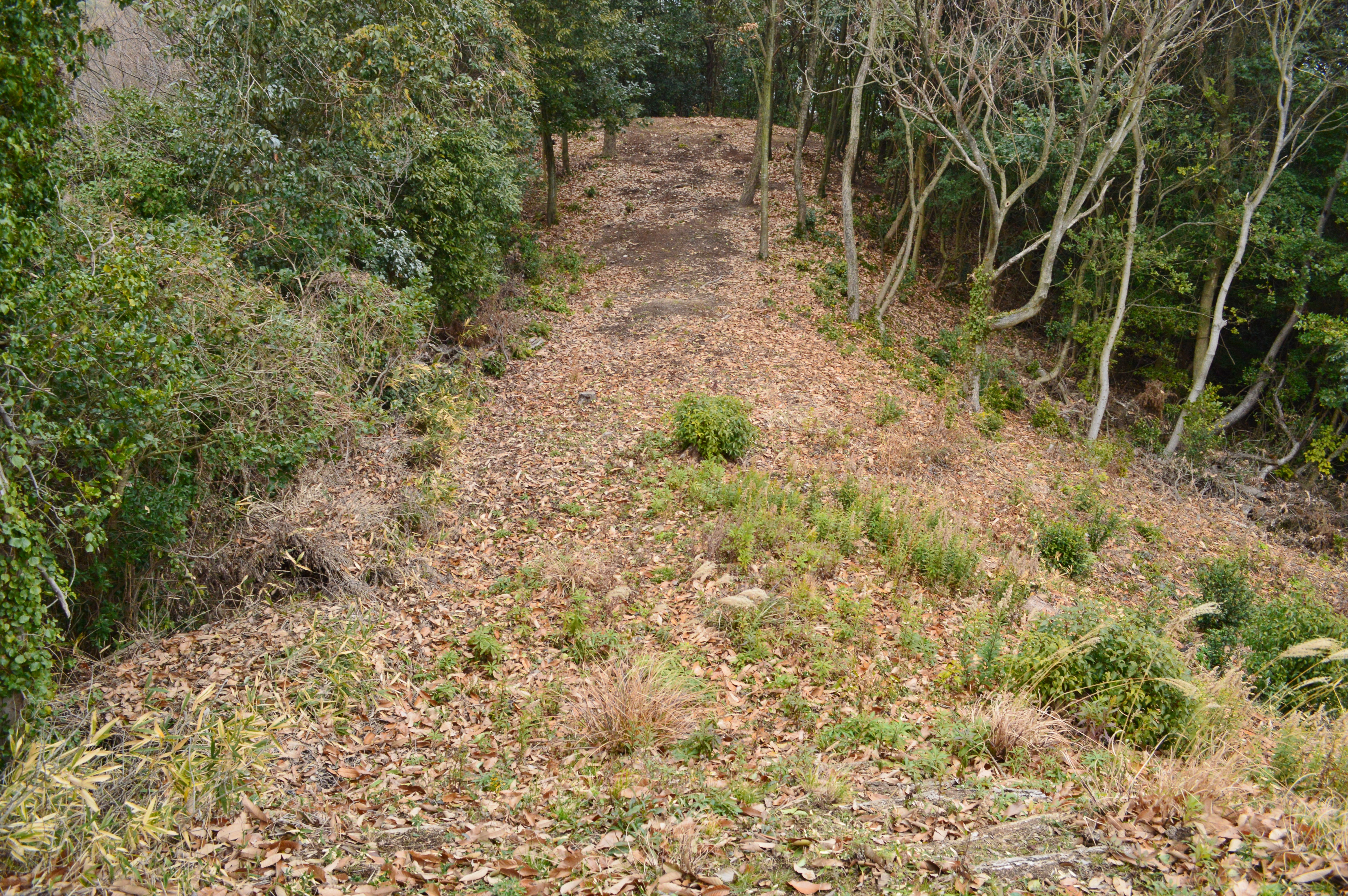
後円部から前方部を望む

### 2号墳

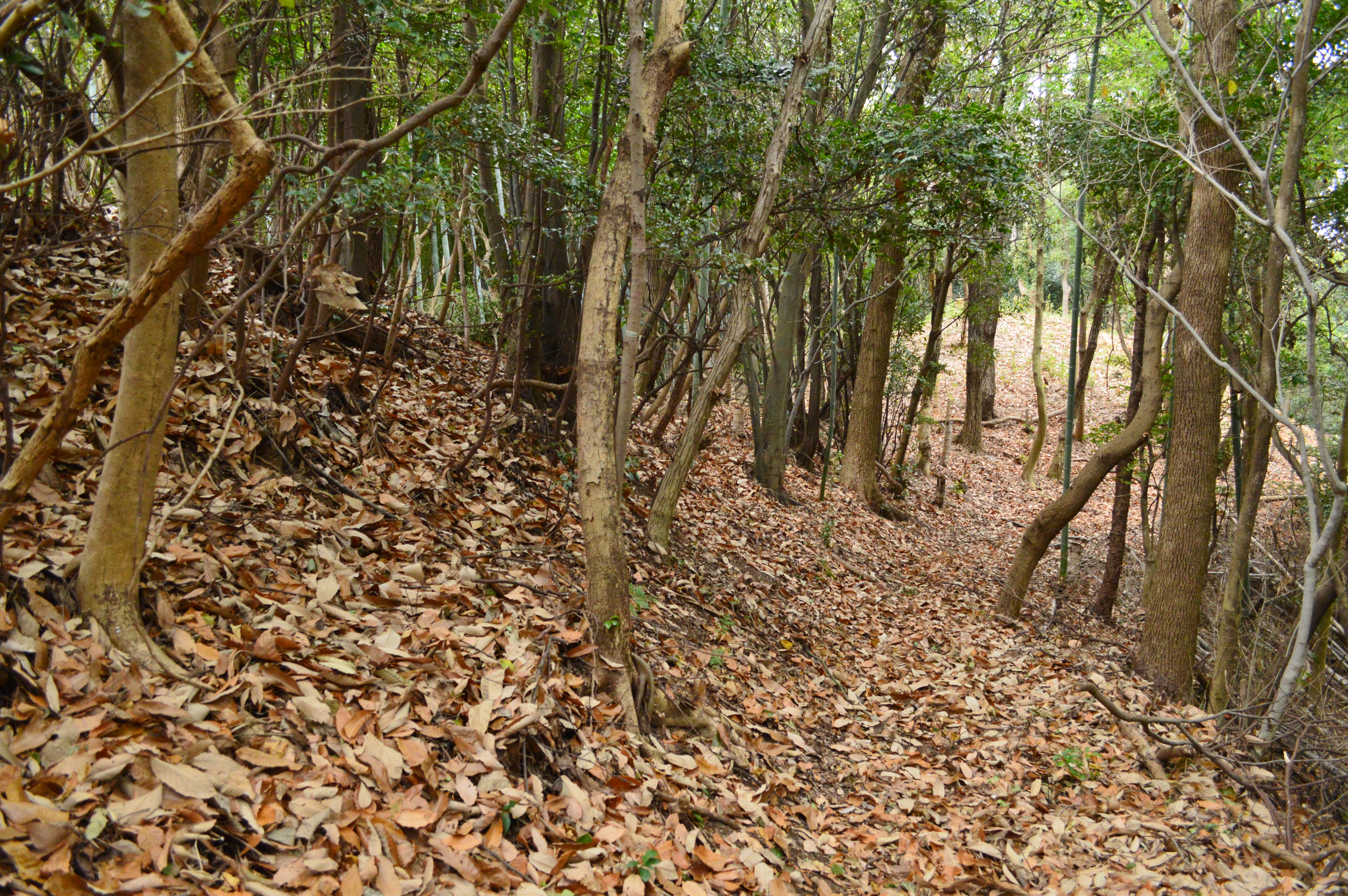
2号墳 墳丘左手前に前方部、右奥に後円部。

相の谷2号墳は、1号墳の北方に位置する。形状は前方後円墳。墳丘主軸は1号墳と異なる方角とし、規模は1号墳に劣る。調査は実施されておらず詳細は不明であるが、古墳時代中期の5世紀前半頃の築造と推定され、被葬者は1号墳に続く有力者と見られている。
墳丘の規模は次の通り。
- 墳丘長：53メートル

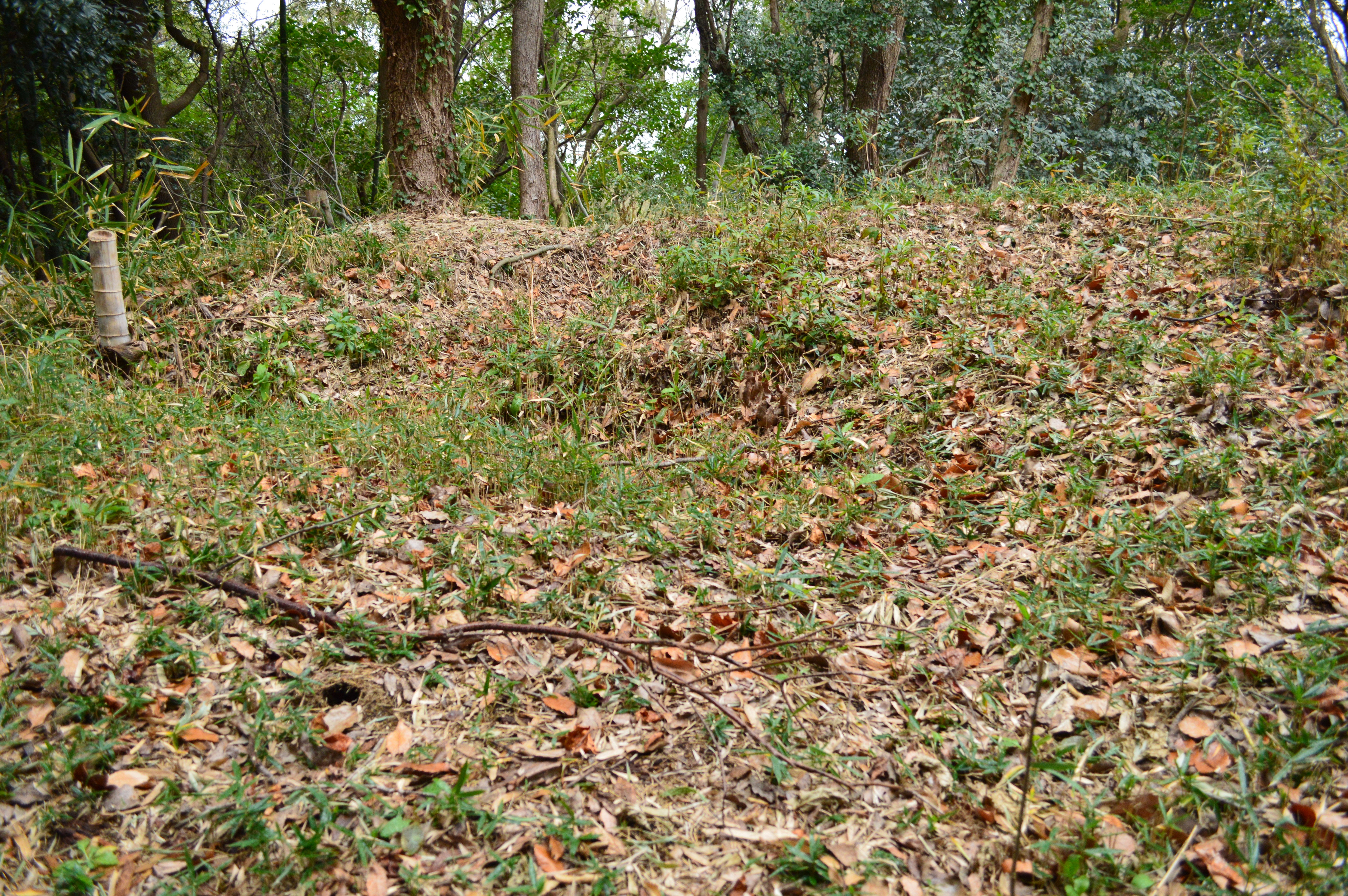
後円部
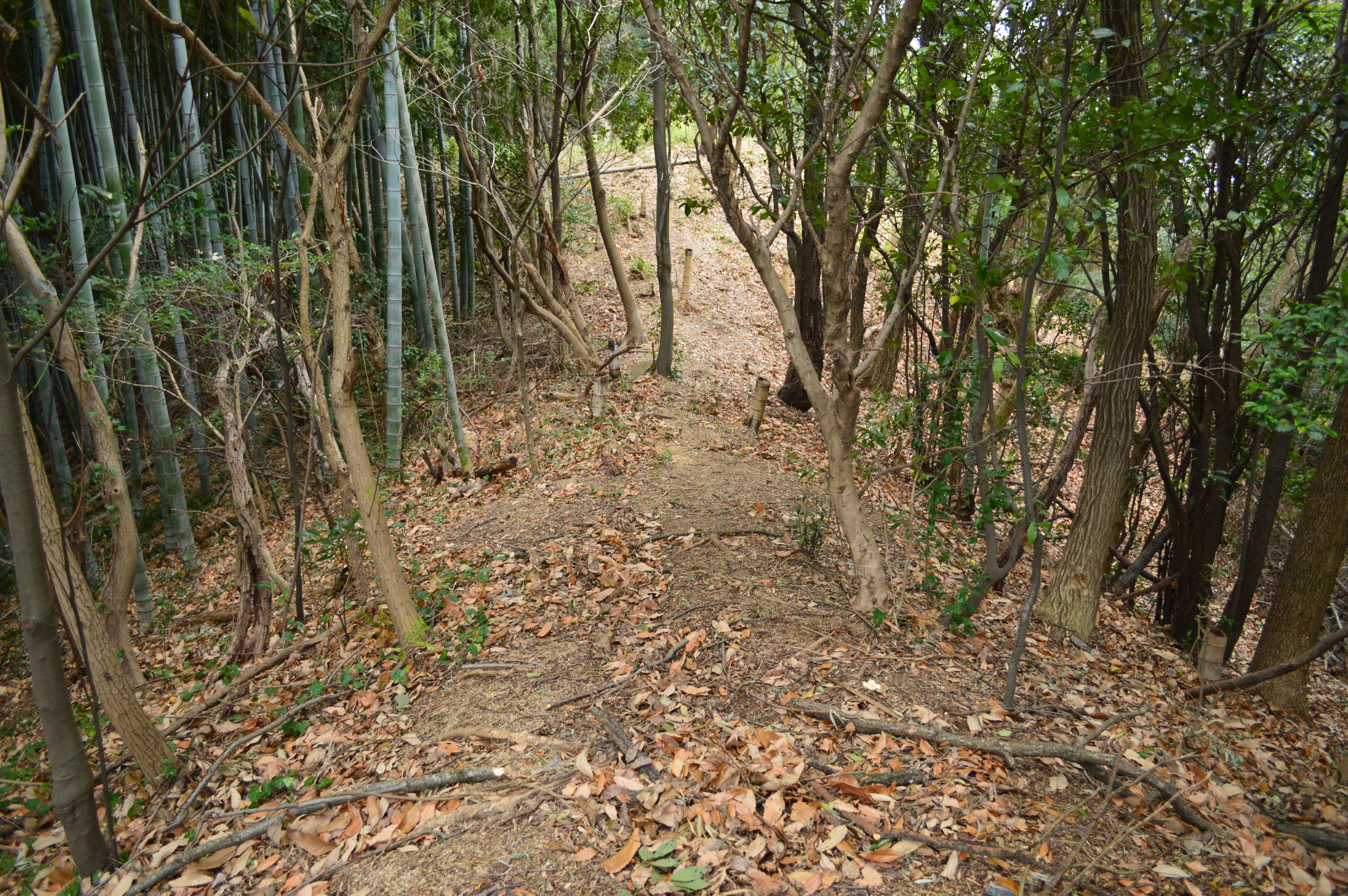
前方部から後円部を望む
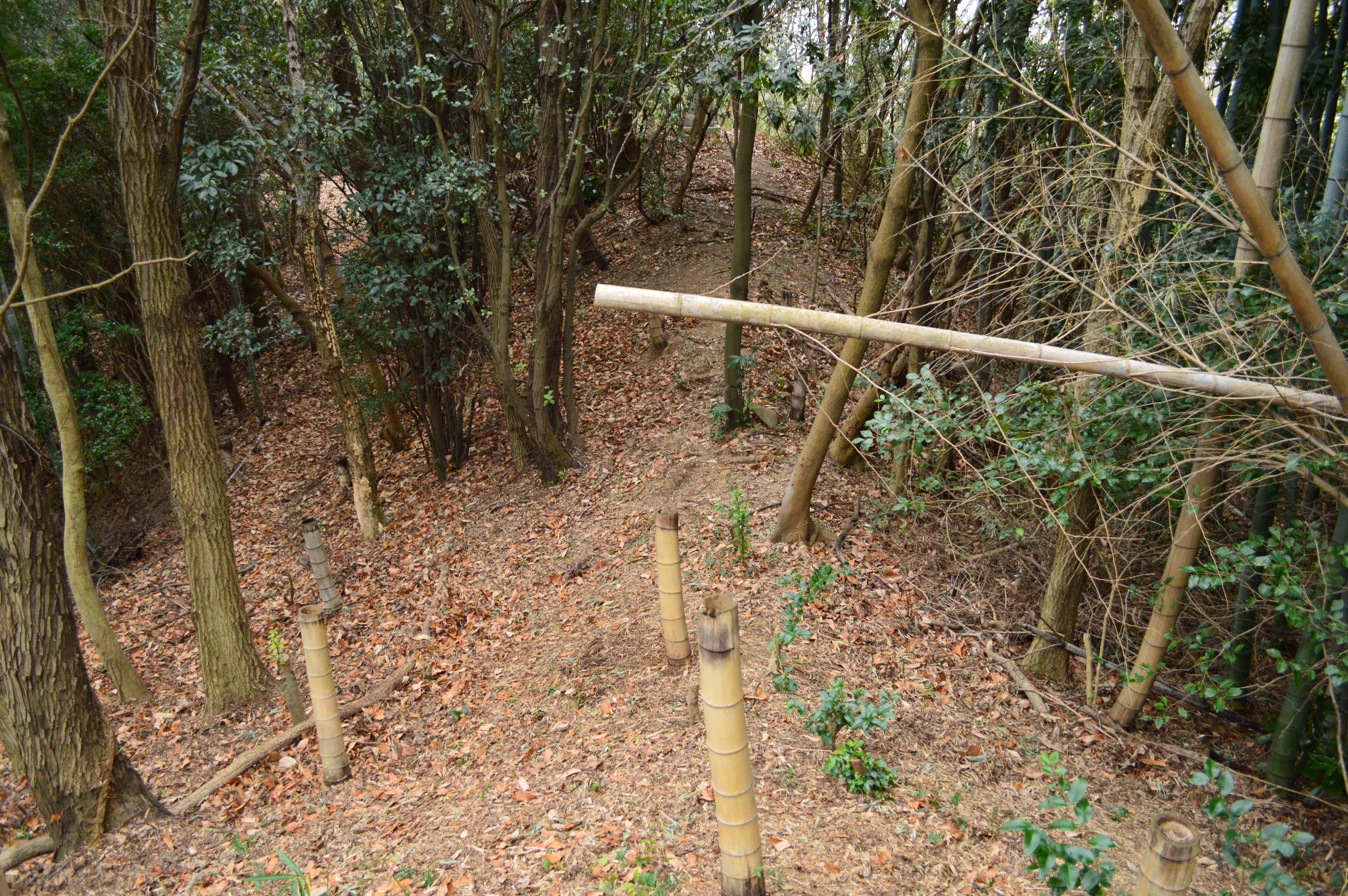
後円部から前方部を望む
  - 直径：23メートル
  - 高さ：5メートル
- 前方部
  - 幅：9メートル
  - 高さ：3.1メートル

- 後円部墳頂
- 前方部から後円部を望む
- 後円部から前方部を望む

### その他
5号墳
墳丘は現状で直径約12メートル、高さ約2.5メートルを測る。埋葬施設は横穴式石室。出土品に須恵器がある。
7号墳
埋葬施設は横穴式石室で、副葬品が出土している。
8号墳
墳丘は現状で長径約14.5メートル、短径約8メートル、高さ約1メートルを測る。埋葬施設は横穴式石室で、副葬品が出土している。
9号墳
墳丘は現状で長径約13.2メートル、幅約4メートルで、それに造出状の幅3.7メートル×1.7メートルの構造を付す。主体としては、箱式石棺1、土壙墓2の計3つが存在する。
10号墳
封土は非現存。埋葬施設は横穴式石室で、副葬品が出土している。

## 関連施設
- 来島海峡海上交通センター（今治市湊町2丁目） - 相の谷古墳群に隣接。近年では、海の日のセンター一般公開に合わせて相の谷古墳群の説明会や出土品展示等が催される[8]。

## 関連文献
（記事執筆に使用していない関連文献）
- 『今治市相の谷1号墳出土遺物（愛媛県歴史文化博物館資料目録 第16集）』愛媛県歴史文化博物館、2007年。